# Abnub
Abnub (arab. مدينة ابنوب, Abnūb) – miasto w Egipcie w muhafazie Asjut, na wschodnim brzegu Nilu.

## Urodzeni w Abnub
- Szenuda III